# Saltflyttan (Hammarland, Åland)
Saltflyttan är en ö i Åland (Finland). Den ligger i Skärgårdshavet eller Bottenhavet och i kommunen Hammarland i landskapet Åland, i den sydvästra delen av landet. Ön ligger omkring 37 kilometer norr om Mariehamn och omkring 290 kilometer väster om Helsingfors.
Öns area är 4,6 hektar och dess största längd är 410 meter i sydväst-nordöstlig riktning.